# Ferrovia Trans-Iraniana

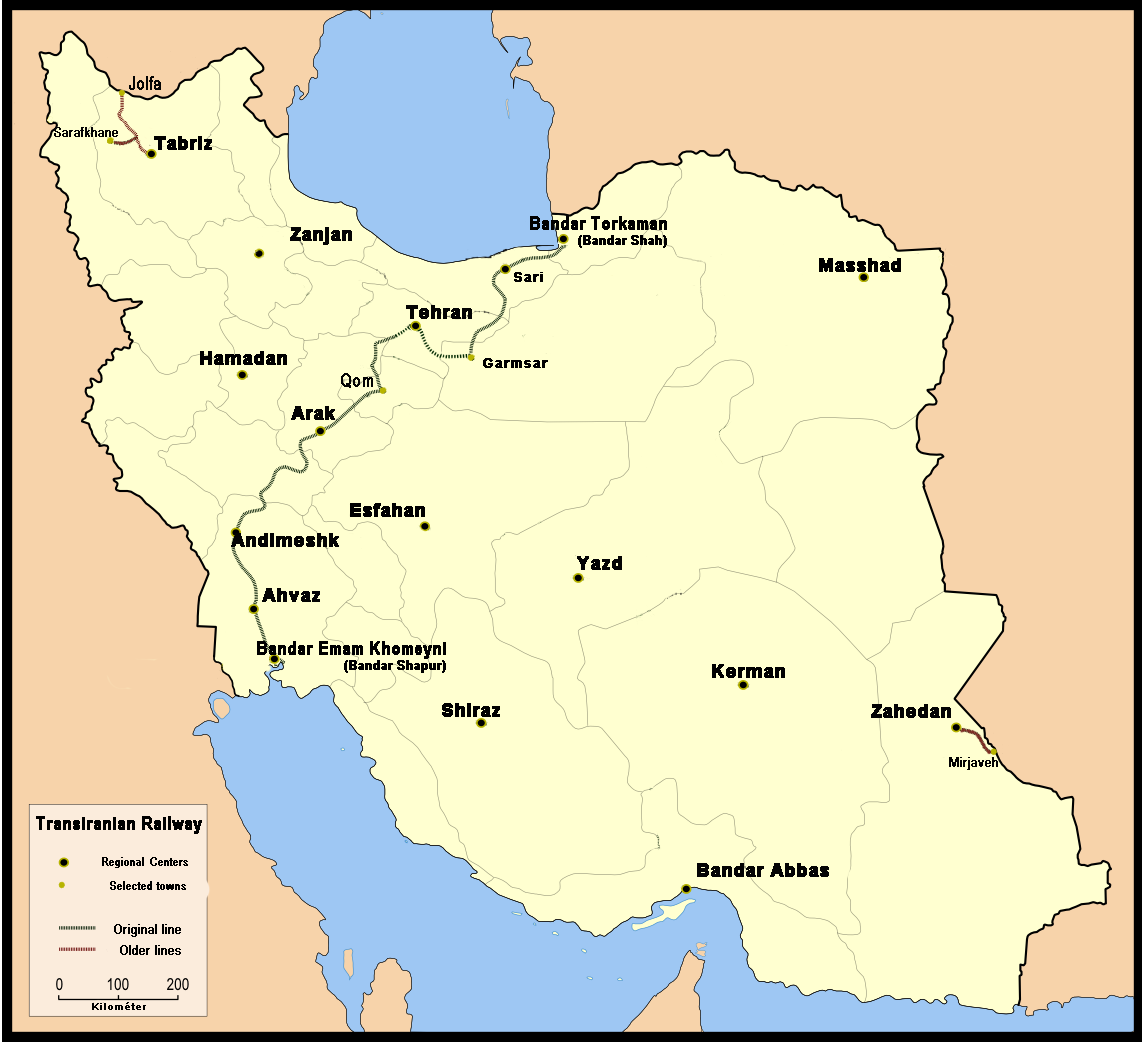
Mapa da Ferrovia Trans-iraniana ligando o Golfo Pérsico ao Mar Cáspio.

A  Ferrovia Trans-iraniana foi um grande projeto de construção ferroviária iniciada em 1927 e concluída em 1938, sob a direção do monarca persa, Reza Shah, e inteiramente com capital indígena. Ela liga a capital Teerã com o Golfo Pérsico e o Mar Cáspio. A ferrovia ligava Bandar Shah (agora: Bandar Torkaman) no norte e Shahpur Bandar (agora: Bandar-e Emam Khomeyni) no sul através de Ahvaz, Qom e Teerã.  Durante as reformas agrárias implementadas por Mohammad Reza Pahlavi em 1963 como parte da "Revolução Branca" a ferrovia Trans-iraniana foi estendido para vincular Teerã a Mashhad, Tabriz e Isfahan. Integra desde 2021 a lista de Património Mundial da UNESCO.

## Operações britanicas e soviéticas (1941–42)
Após a invasão da URSS pela Alemanha em junho de 1941, a Grã-Bretanha e a União Soviética tornaram-se aliados e ambos voltaram sua atenção para o Irã. A Grã-Bretanha e a URSS viram a recém-inaugurada ferrovia como uma rota atrativa para transportar suprimentos a partir do Golfo Pérsico para a região soviética. A Grã-Bretanha e a URSS pressionaram o Irão para permitir o uso de seu território para fins militares e logísticos. O aumento das tensões com a Grã-Bretanha, levou a manifestações pró-alemães em Teerã. Em agosto de 1941, devido o xá Reza Pahlavi recusar a expulsar todos os cidadãos alemães e apoiar claramente os aliados, a Grã-Bretanha e a União Soviética invadiram o Irã, prenderam o monarca e o enviaram para o exílio na África do Sul , tomando o controle do Irã e da ferrovia.

## EUA e a ajuda a União Soviética (1942-1945)
Em dezembro de 1942 o  Corpo de Transportes do Exército Americano (USATC) substituiu a força britânica para operar a parte sul da ferrovia. Nas 165 milhas (266 km) da linha existiam 144 túneis, em que vapores de fumaça e óleo criavam duras condições de trabalho para as locomotivas a vapor. Uma fonte de água limitada durante todo o percurso e ao clima quente das planícies do sul criava mais dificuldades para a operação destas locomotivas.
O USATC, considerou portanto usar locomotivas diesel-elétricas mais adequadas e requisitou inicialmenter 13 ALCO RS-1. Um adicional 44 RSD-1s foram construídos para uso no Irã. Estas totalizavam apenas 57 locomotivas por isso, foram usadas para operar apenas a parte sul da linha entre Bandar Shahpur e Andimeshk.
Para o tráfego entre Andimeshk e Teerã a USATC trouxe 91 locomotivas a vapor Classe S200. O USATC também introduziu outros três mil vagões de carga. Em abril de 1943 outras 18 ALCO RSD-1 entraram em serviço, permitindo estender ao norte o uso destas, atingindo Qom em setembro de 1943 e regularmente servindo Teerã em maio de 1944.
O USATC aumentou ainda mais o tráfego de mercadorias, de modo que em 1944 a média foi 6 489 toneladas por dia.
A ajuda à Rússia parou em maio de 1945 e em junho o USATC retirou-se retornando o controle para as autoridades britânicas. Pouco depois, os britânicos entregaram todo o controle da linha ao Caminhos de Ferro do Estado iraniano.

## Inclusão na lista do Património Mundial da UNESCO
A linha foi incluída como sítio do Património Mundial da UNESCO em 2021.